# Grodowiec
Grodowiec (niem. Hochkirch, 1949-92 Wysoka Cer(e)kiew) – wieś w Polsce położona w województwie dolnośląskim, w powiecie polkowickim, w gminie Grębocice.

## Podział administracyjny
W latach 1975–1998 miejscowość administracyjnie należała do województwa legnickiego.

## Położenie
Miejscowość jest położona 17 km na południowy wschód od Głogowa i 20 km na północ od Lubina, w północnej części województwa dolnośląskiego.

## Środowisko naturalne
Wieś znajduje się w obrębie mikroregionu Wzgórza Polkowickie, wchodzącego w skład mezoregionu Wzgórza Dalkowskie.

## Historia
Z wykopalisk archeologicznych przeprowadzonych na górze zwanej Winnicą, wiadomo że tutejsze tereny zamieszkiwane były przez ludność słowiańską. Jest to jedna z najstarszych wsi na ziemi głogowskiej, założona jednak w XIII wieku przez osadników niemieckich i zwana w dokumentach Alta ecclesia, czyli Wysoki Kościół. Pierwsza wzmianka o kościele w Grodowcu pochodzi z 1291 roku. Kolejny dokument sporządzony we Wrocławiu w 1345 roku wspomina o przekazaniu patronatu przez Jana Luksemburczyka biskupowi Przecławowi. W latach 1480 i 1488 w Grodowcu odbyły się zjazdy książąt piastowskich. Podczas wojen głogowskich w roku 1488 i później w czasie reformacji, kiedy inne parafie ulegały przemocy i przechodziły na protestantyzm, Grodowiec pozostał zawsze wierny wyznaniu katolickiemu. W czasie wojny trzydziestoletniej wieś została zniszczona. Ponownego zniszczenia dokonały wojska szwedzkie w czasie powrotu po zwycięstwie Austrii w 1650 roku. Także wycofujące się wojska francuskie w 1812 roku dokonały spustoszenia. W 1813 roku utworzono tutaj punkt poboru do armii pruskiej. Miejscowość do 1945 roku nie posiadała nazwy słowiańskiej, po wojnie nosiła nazwę Grodowiec, którą w 1949 roku zmieniono na Wysoka Cerkiew, a następnie na Wysoka Cerekiew, co było właściwie – abstrahując od słowa cerkiew – historycznie słuszniejsze niż Grodowiec. Do pierwszej polskiej nazwy Grodowiec powrócono 1 stycznia 1992 roku na życzenie ludności.

## Zabytki
Do wojewódzkiego rejestru zabytków wpisany jest:
- zespół kościoła odpustowego:
  - kościół pw. św. Jana Chrzciciela, parafialny, budynek z roku 1591–1602, przebudowany w latach 1702–1704; wieża kościoła z połowy XIX wieku
  - kaplica Góry Oliwnej, w stylu barokowym z 1755 r.
  - schody prowadzące do kościoła z figurami z lat 1724–1736
  - plebania zbudowana w drugiej połowy XVIII/XIX w.

inne zabytki:
- mur i cmentarz kościelny założony w XIII wieku i przebudowany w XVII wieku

### Sanktuarium Maryjne w Grodowcu
Pielgrzymki do słynącego z cudów obrazu Matki Boskiej z Dzieciątkiem przybywały już w czasach średniowiecznych. W 1591 roku od uderzenia pioruna spłonął drewniany kościół, z którego ocalał tylko cudowny obraz. Wzmogło to pielgrzymki do sanktuarium. W 1602 roku przeniesiono obraz do nowo wybudowanego kościoła, z którego zginął w czasie Wojny Trzydziestoletniej w latach 1618–1648. Kościół w tym czasie służył jako stajnia dla koni. Cudowny obraz zastąpiła cudowna figurka, którą możemy oglądać obecnie nad tabernakulum w ołtarzu głównym. Rzeźba jest z około 1590 r. i ma cechy gotyckie. Jest wysokości 1 m i przedstawia Marie Służebnice Pańską w świątyni w postawie modlitewnej. Odbudowany po wojnie 30-letniej kościół został ponownie zniszczony w 1660 roku przez wichury i gradobicia w następnych latach. Kolejnej odbudowy dokonał w 1679 roku baron Abraham von Dyhern z Brzegu Dolnego, on też ufundował obecne organy jak i 15 kapliczek różańcowych przy drodze do Głogowa. Ponieważ kościół zaczął się robić za mały dla licznie przybywających pielgrzymek, w latach 1702–1724 dokonano rozbudowy kościoła w stylu barokowym. Konsekracji dokonał biskup Daniel Sommerfeld 1 lipca 1724. W pobliżu świątyni na górze zwanej Oliwną w XIX wieku miejscowy proboszcz Meinhold wybudował Kalwarie z kapliczkami drogi krzyżowej. Legenda głosi, że w czasie budowy 2 lipca 1872 natrafiono na źródełko, które istnieje do dziś dnia i podobno ma właściwości lecznicze. Następnej dużej przebudowy dokonano w 1915 roku ponownie inicjatywy miejscowego proboszcza. Obydwie wojny światowe mocno zniszczyły świątynię. Po II wojnie światowej zaczęto znowu pielgrzymować do cudownej figurki która, uszkodzona w czasie działań wojennych, została odrestaurowana przez rzeźbiarza Jana Serafina. Większej renowacji i wzmocnienia dokonano w 1990 roku. Z powodu szkód górniczych prace te wykonał KGHM Polska Miedź. Obecnie Grodowiec należy do diecezji zielonogórsko-gorzowskiej i jest najbardziej wysuniętą na południe parafią tej diecezji. Pielgrzymi przebywają licznie 15 sierpnia i w II niedzielę września.

### Droga świętego Jakuba
Przez wieś przebiega Dolnośląska Droga św. Jakuba odcinek szlaku pielgrzymkowego do grobu św. Jakuba w Santiago de Compostela w Hiszpanii.

## Galeria

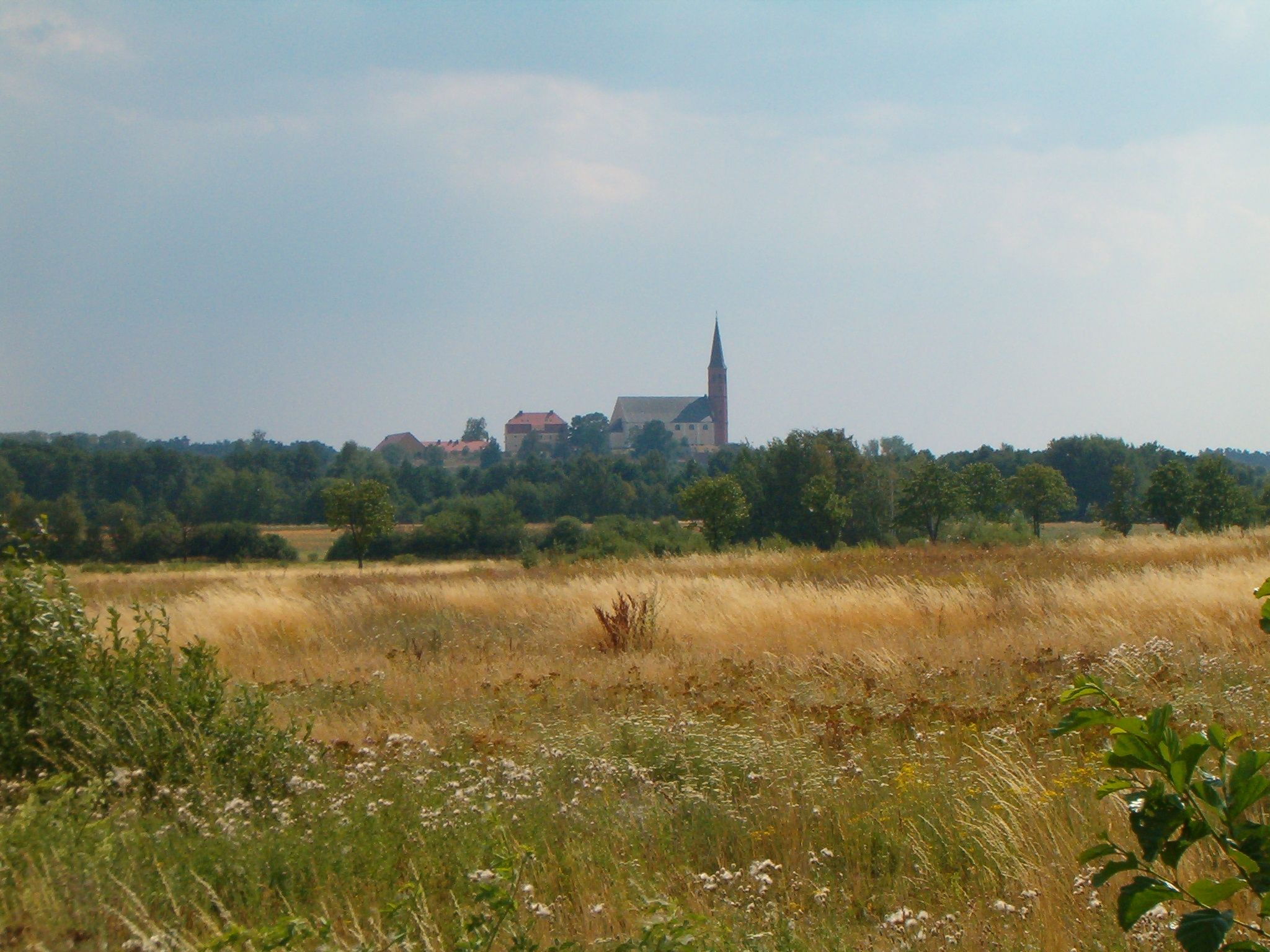
Widok na sanktuarium
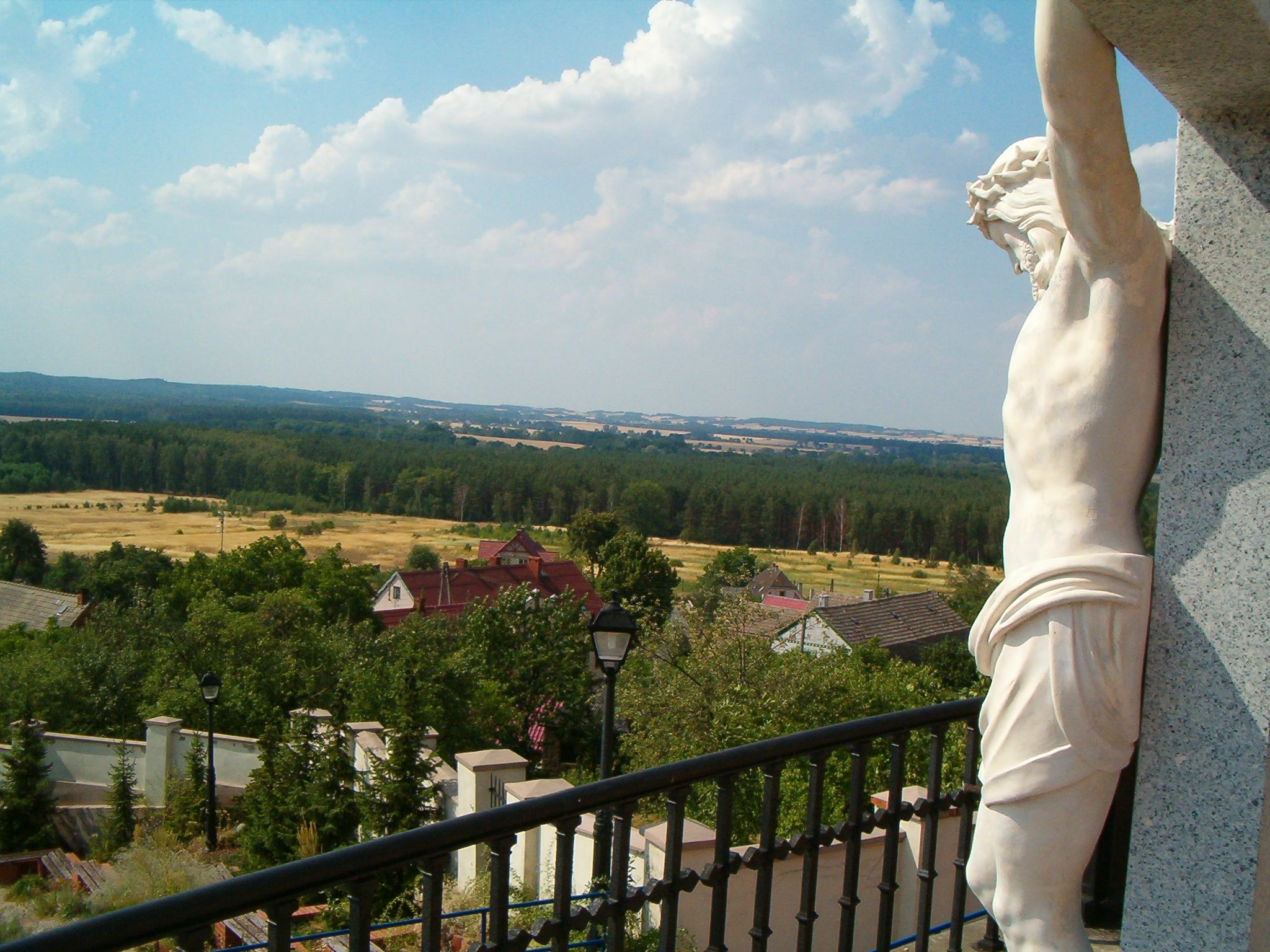
Widok z sanktuarium
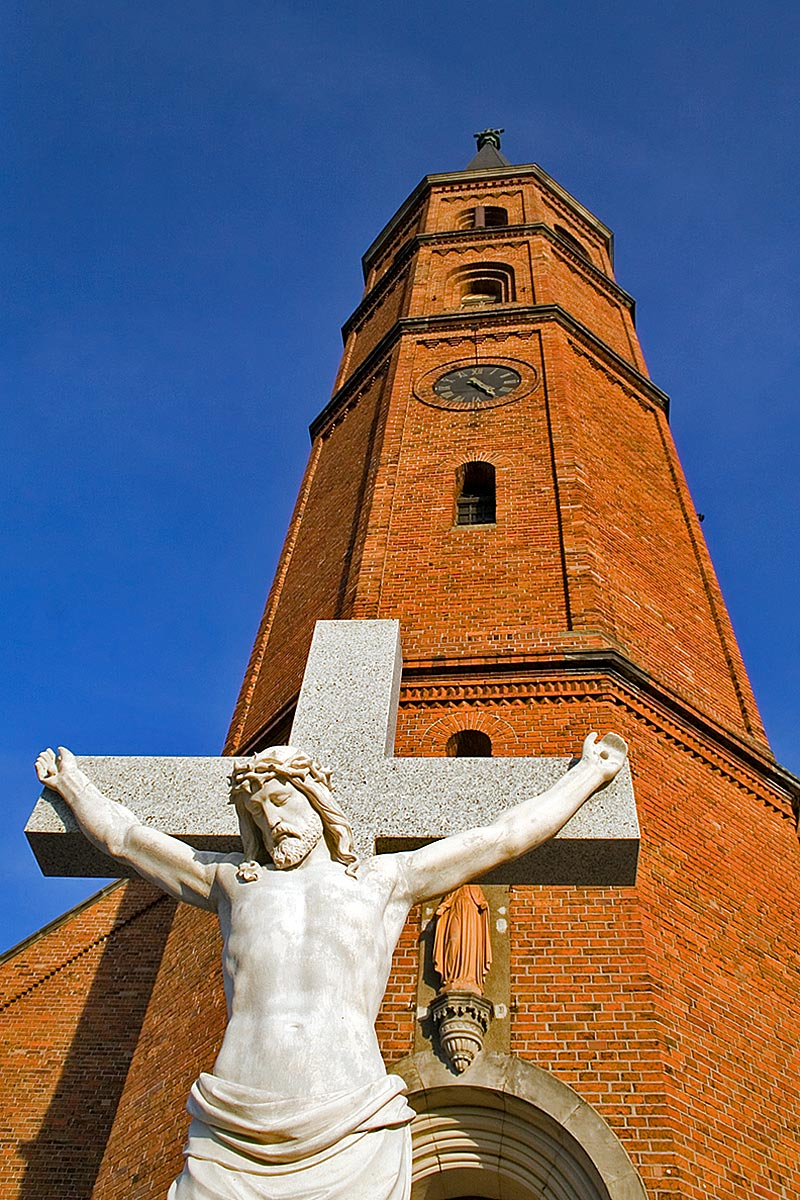
Wieża z XIX w.
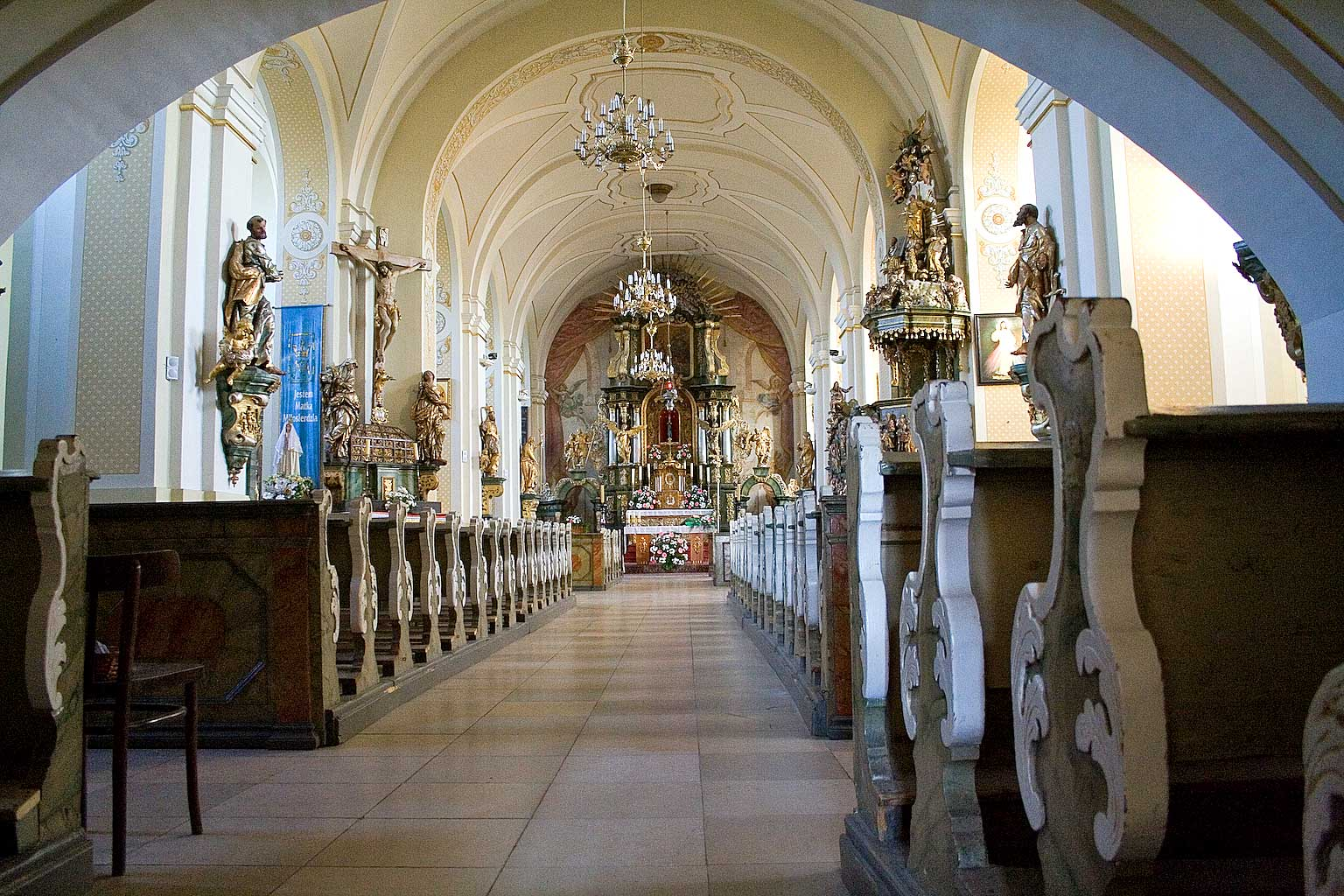
Wnętrze kościoła
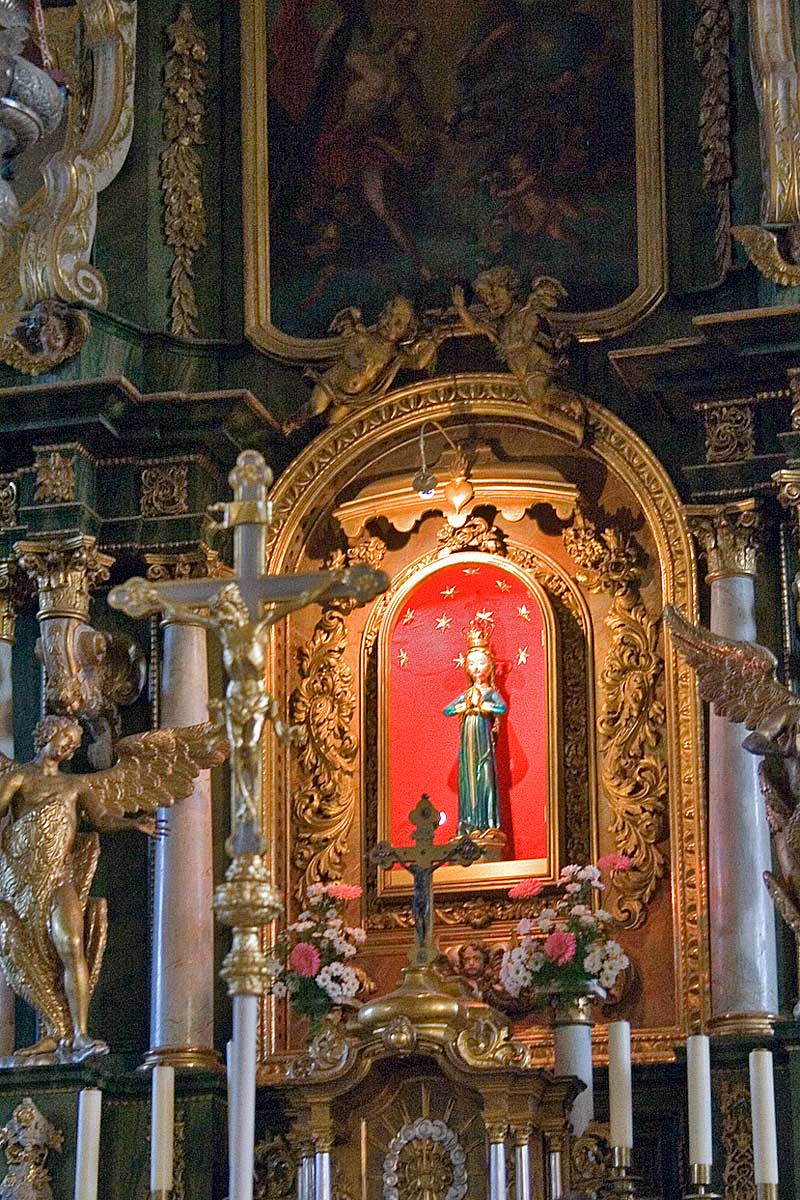
Ołtarz z cudowną figurką
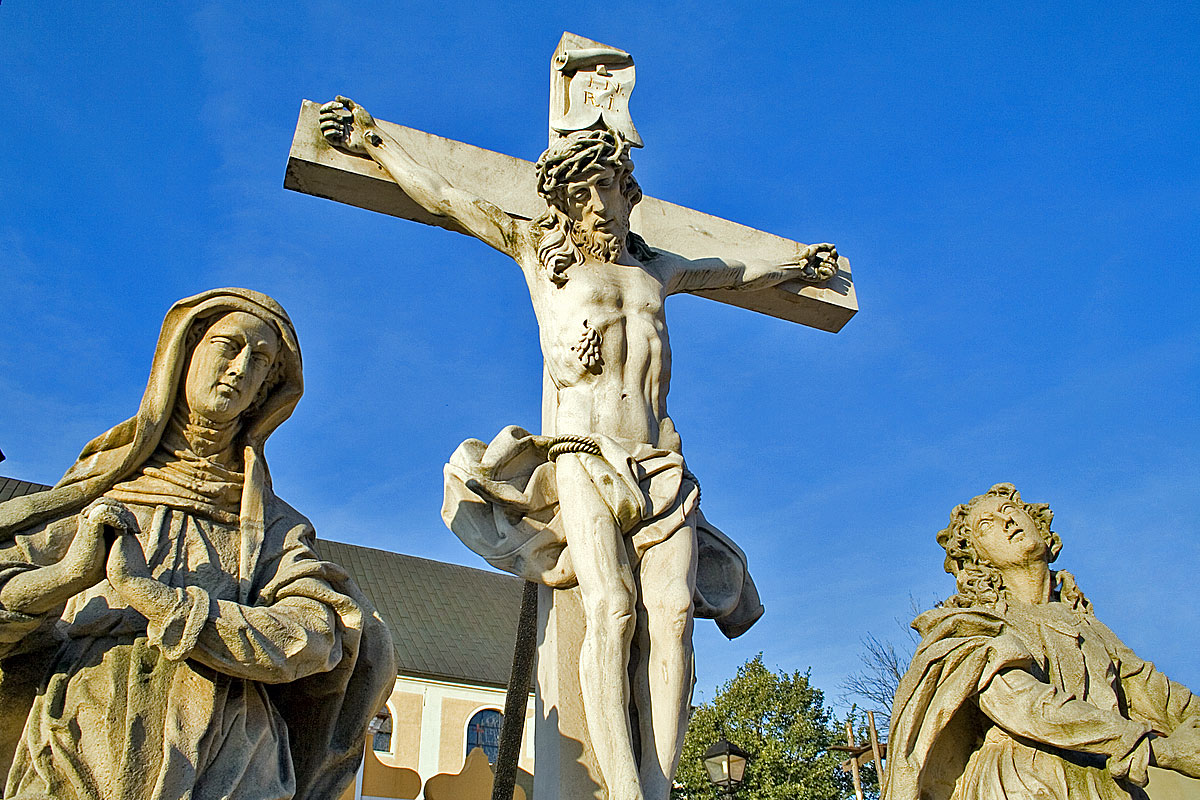
Rzeźby przed kościołem